# Classe Kotlin
La classe Spokojnyj o Progetto 56, classe Kotlin secondo la definizione NATO, fu un tipo di cacciatorpediniere della Marina Sovietica. Le unità della classe vennero costruite tra il 1955 e il 1958 ed andate in disarmo negli anni ottanta, vennero smantellate tra il 1987 e il 1990. Secondo la classificazione sovietica queste navi erano classificate EM (Eskadrennyj Minonosec; cirillico: эскадренный миноносец) cioè cacciatorpediniere.

## Progetto
Il progetto dei Kotlin venne basato su quello del Neustrašimyj rimasto l'unico esemplare costruito della Classe Tallin o Progetto 41, la cui costruzione non venne ulteriormente proseguita poiché il progetto venne scartato in quanto si rivelò troppo grande ed oneroso per la costruzione in serie, preferendo sviluppare una versione modificata, la classe Kotlin, che aveva un dislocamento minore.

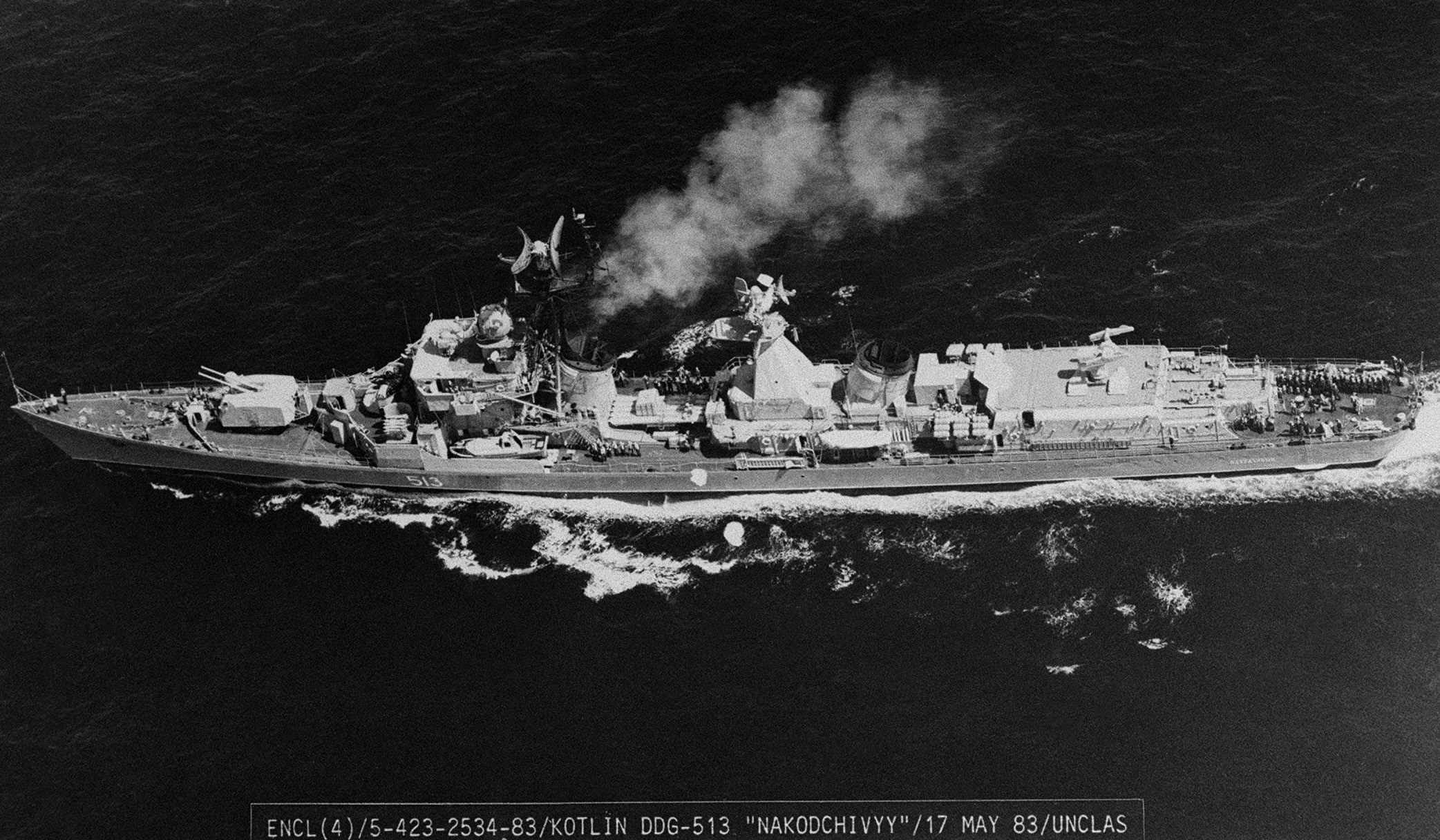
Nachodčivyj

La Marina Sovietica aveva ordinato la costruzione di 32 unità, ma di queste solo 27 vennero ultimate come Kotlin, mentre 4 vennero completate come Progetto 56EM/M o Classe Kildin, mentre la costruzione dell'ultima unità venne annullata.
Il progetto Neustrašimyj venne venduto alla Cina, e divenne la base per la classe Luda, con le dimensioni dei Tallin, ma il cui progetto riprendeva molti concetti e molte caratteristiche tecniche dei Kotlin.
Sul Progetto 56 è stato anche sviluppato il successivo Progetto 57 o Krupny/Kanin.
Le unità dalla classe Kotlin sono state alla costruzione le ultime di tipo convenzionale. L'armamento principale era costituito da due torri binate da 130mm a poppa ed a prua.

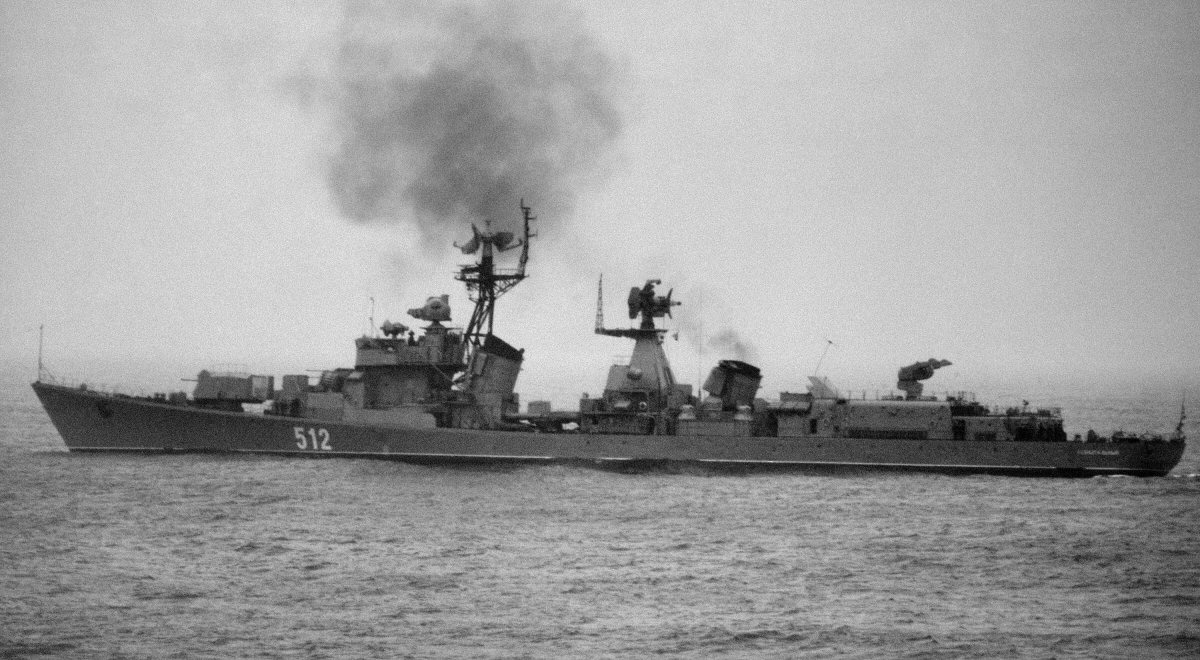
Soznatel'nyj

Nelle unità modernizzate con l'installazione di missili la torre poppiera è stata abolita e sostituita con un lanciamissili binato. L'armamento antiaereo era costituito da 4 mitragliere da 45mm/78 SM-7 in impianti quadrupli ZIF-68 e 8 mitragliere da 25mm in 2 impianti binati.
L'armamento antisommergibile era costituito da 2 lanciasiluri a 5 canne per siluri pesanti da 533mm PTA-53-56, 6 lanciadombe di profondità e 2 scaricabombe di profondità. Dopo le modernizzazioni i lanciabombe di profondità sono stati sostituiti con 2 lanciarazzi RBU-6000 o RBU-2500, mentre è stato rimosso uno dei due lanciasiluri.

### Unità Progetto 56
| Voenno-Morskoj flot SSSR Progetto 56                                                           | Voenno-Morskoj flot SSSR Progetto 56 | Voenno-Morskoj flot SSSR Progetto 56 | Voenno-Morskoj flot SSSR Progetto 56 | Voenno-Morskoj flot SSSR Progetto 56 | Voenno-Morskoj flot SSSR Progetto 56 |
| Nave                                                                                           | Cantiere                             | Impostazione                         | Varo                                 | Entrata in servizio                  | Radiazione                           |
| ---------------------------------------------------------------------------------------------- | ------------------------------------ | ------------------------------------ | ------------------------------------ | ------------------------------------ | ------------------------------------ |
| Spokojnyj (Спокойный)                                                                          | Ždanov - Leningrado                  | 4 marzo 1953                         | 28 novembre 1953                     | 27 giugno 1956                       | 19 aprile 1990                       |
| Svetlyj (Светлый)                                                                              | Ždanov - Leningrado                  | 4 marzo 1953                         | 27 ottobre 1953                      | 17 settembre 1955                    | 25 aprile 1989                       |
| Spešnyj (Спешный)                                                                              | Ždanov - Leningrado                  | 30 maggio 1953                       | 7 agosto 1954                        | 19 dicembre 1955                     | 25 aprile 1989                       |
| Sveduščij (Сведущий)                                                                           | Ždanov - Leningrado                  | 17 dicembre 1953                     | 17 febbraio 1955                     | 16 febbraio 1956                     | 8 aprile 1992                        |
| Veskij (Веский)                                                                                | Komsomol'sk-na-Amure                 | 30 gennaio 1954                      | 31 luglio 1955                       | 13 aprile 1956                       | 30 luglio 1987                       |
| Vlijatel'nyj (Влиятельный)                                                                     | Komsomol'sk-na-Amure                 | 29 ottobre 1955                      | 10 maggio 1957                       | 21 novembre 1957                     | 17 luglio 1988                       |
| Dal'nevostočnyj Komsomolec (Дальневосточный Комсомолец) fino al 1967 Vyderžannyj (Выдержанный) | Komsomol'sk-na-Amure                 | 30 giugno 1956                       | 24 giugno 1957                       | 10 dicembre 1957                     | 24 aprile 1992                       |

## Ammodernamenti
Le unità della classe ebbero varie modernizzazioni. Di queste 11 unità, la cui denominazione era Progetto 56PLO furono modificate per incrementarne le capacità ASW con l'installazione di lanciarazzi antisommergibili per il lancio di cariche di profondità. Altre 8 unità vennero dotate di missili antiaerei e denominate Kotlin SAM. Le 4 unità costruite come Kildin vennero dotate di missili antinave SS-N-1 e 3 di loro modernizzate con missili SS-N-2.

### Progetto 56PLO
Le unità aggiornate agli standard del Progetto 56PLO o Kotlin Mod sono state equipaggiate con 2 lanciarazzi antisommergibili RBU-6000 a 12 canne. Sono state anche aggiunte 2 mitragliere binate da 25 mm e rimosso uno dei 2 impianti lanciasiluri.

#### Unità Kotlin Mod
| Voenno-Morskoj flot SSSR Progetto 56PLO                                                 | Voenno-Morskoj flot SSSR Progetto 56PLO | Voenno-Morskoj flot SSSR Progetto 56PLO | Voenno-Morskoj flot SSSR Progetto 56PLO | Voenno-Morskoj flot SSSR Progetto 56PLO |
| Nave                                                                                    | Cantiere                                | Impostazione                            | Varo                                    | Entrata in servizio                     |
| --------------------------------------------------------------------------------------- | --------------------------------------- | --------------------------------------- | --------------------------------------- | --------------------------------------- |
| Blestjaščyj (Блестящий)                                                                 | 61 Kommunara - Nikolayev                | 20 febbraio 1953                        | 27 novembre 1953                        | 31 dicembre 1955                        |
| Byvalvyj (Бывалый)                                                                      | 61 Kommunara - Nikolayev                | 6 maggio 1953                           | 31 marzo 1954                           | 21 dicembre 1955                        |
| Vyzyvajuščiy (Вызывающий)                                                               | Komsomol'sk-na-Amure                    | 25 luglio 1953                          | 20 maggio 1955                          | 20 aprile 1956                          |
| Smyšlenyj (Смышленый) dal 29 ottobre 1958 Moskovskij Komsomolec (Московский комсомолец) | Ždanov - Leningrado                     | 23 febbraio 1954                        | 24 maggio 1955                          | 30 agosto 1956                          |
| Besslednyj(Бесследный)                                                                  | 61 Kommunara - Nikolayev                | 1º aprile 1954                          | 5 novembre 1955                         | 6 novembre 1956                         |
| Burlivyj (Бурливый)                                                                     | 61 Kommunara - Nikolayev                | 5 maggio 1954                           | 28 gennaio 1956                         | 7 gennaio 1957                          |
| Vdochnovennyj (Вдохновенный)                                                            | Komsomol'sk-na-Amure                    | 31 agosto 1954                          | 7 maggio 1956                           | 12 novembre 1956                        |
| Vozmuščennyj (Возмущенный)                                                              | Komsomol'sk-na-Amure                    | 30 dicembre 1954                        | 8 luglio 1956                           | 10 gennaio 1957                         |
| Blagorodnyj (Благородный)                                                               | Nikolayev                               | 5 marzo 1955                            | 30 agosto 1956                          | 30 giugno 1957                          |
| Naporistyj (Напористый)                                                                 | 61 Kommunara - Nikolayev                | 17 agosto 1955                          | 30 dicembre 1956                        | 22 novembre 1957                        |
| Plammennyj (Пламенный)                                                                  | 61 Kommunara - Nikolayev                | 3 settembre 1955                        | 26 ottobre 1956                         | 21 settembre 1957                       |

### Kotlin SAM
Il progetto di trasformare alcune navi della classe in unità missilistiche prese il via nel 1962 quando la Marina Sovietica effettuò sul cacciatorpediniere Bravyj una serie di test del missile SA-N-1, versione navale del Goa. Il Bravyj fu il prototipo di questo progetto di ammodernamento denominato Progetto 56K o Kotlin SAM che era finalizzato ad incrementarne le capacità di difesa antiaerea a lungo raggio. Il missile poteva colpire un bersaglio ad una distanza da 4 a 15 Km e ad un'altezza da 100 m a 10 chilometri ed aveva asservito un radar di guida e di controllo del fuoco 4R90 Yatagan capace di tracciare un solo bersaglio alla volta. Il sistema disponeva di un lanciamissile binato ZIF-101 con sottostante deposito per 16 missili.
Dopo le prove dei test effettuati sul Bravyj la Marina Sovietica decise di estendere questi ammodernamenti su altre 7 unità della classe. Il piano di ammodernamento venne denominato Progetto 56A. Un altro cacciatorpediniere lo Spravedlivyj venne ammodernato secondo il Progetto 56AE, versione export del Progetto 56A e nel 1970 venne venduto alla Polonia e ribattezzato Warszawa prestò servizio fino al 1986 e fu l'unico del Kotlin SAM ad aver prestato servizio in una Marina straniera. Le unità Kotlin SAM vennero successivamente armate con versioni aggiornate degli SA-N-1 quali i missili Volna-M, Volna-P, e Volna-N che avevano una maggiore resistenza al jamming ed un maggiore raggio di azione.
Nelle unità Kotlin SAM dopo le modifiche l'armamento artiglieresco venne configurato in 2 cannoni da 130mm in 1 impianto binato 4 mitragliere da 45mm in 1 impianto quadruplo e negli anni settanta le unità vennero anche equipaggiate con CIWS AK-230 per la difesa aerea a corto raggio.

#### Unità Kotlin SAM
| Voenno-Morskoj flot SSSR Progetto 56K                                        | Voenno-Morskoj flot SSSR Progetto 56K | Voenno-Morskoj flot SSSR Progetto 56K | Voenno-Morskoj flot SSSR Progetto 56K | Voenno-Morskoj flot SSSR Progetto 56K | Voenno-Morskoj flot SSSR Progetto 56K |
| Nave                                                                         | Cantiere                              | Impostazione                          | Varo                                  | Entrata in servizio                   | Modernizzazione                       |
| ---------------------------------------------------------------------------- | ------------------------------------- | ------------------------------------- | ------------------------------------- | ------------------------------------- | ------------------------------------- |
| Bravyj (Бравый)                                                              | 61 Kommunara - Nikolayev              | 25 luglio 1953                        | 28 febbraio 1955                      | 28 gennaio 1956                       | 1962                                  |
| Voenno-Morskoj flot SSSR Progetto 56A                                        |                                       |                                       |                                       |                                       |                                       |
| Nave                                                                         | Cantiere                              | Impostazione                          | Varo                                  | Entrata in servizio                   | Modernizzazione                       |
| Skromnyj (Скромный)                                                          | Ždanov - Leningrado                   | 27 luglio 1953                        | 26 ottobre 1954                       | 11 gennaio 1956                       | 1965-69                               |
| Skrytnyj (Скрытный)                                                          | Ždanov - Leningrado                   | 25 luglio 1954                        | 27 settembre 1955                     | 2 novembre 1956                       | 1970-72                               |
| Soznatel'nyj (Сознательный)                                                  | Ždanov - Leningrado                   | 25 settembre 1954                     | 15 gennaio 1956                       | 17 novembre 1956                      | 1972                                  |
| Nesokrušimyj (Несокрушимый)                                                  | Ždanov - Leningrado                   | 15 giugno 1955                        | 20 luglio 1956                        | 8 luglio 1957                         | 1967                                  |
| Nachodčivyj (Находчивый)                                                     | Ždanov - Leningrado                   | 19 ottobre 1955                       | 30 ottobre 1956                       | 26 settembre 1957                     | 1968                                  |
| Vozbuždennyj (Возбужденный)                                                  | Komsomol'sk-na-Amure                  | 29 luglio 1955                        | 10 maggio 1957                        | 14 novembre 1957                      | 1970                                  |
| Nastojčivyj (Настойчивый)                                                    | Ždanov - Leningrado                   | 3 marzo 1956                          | 23 aprile 1957                        | 7 dicembre 1957                       | 1970                                  |
| Voenno-Morskoj flot SSSR Progetto 56AE Polska Marynarka Wojenna ORP Warszawa |                                       |                                       |                                       |                                       |                                       |
| Nave                                                                         | Cantiere                              | Impostazione                          | Varo                                  | Entrata in servizio                   | Modernizzazione                       |
| Spravedlivyj (Справедливый) dal 25 giugno 1970 ORP Warszawa                  | Ždanov - Leningrado                   | 25 dicembre 1954                      | 12 aprile 1956                        | 27 dicembre 1956                      | 1970                                  |

- Bravyj - Prototipo Classe Kotlin SAM aggiornato al Progetto 56K

### Progetto 56EM/M
L'ultimo sviluppo del Progetto 56 fu il Progetto 56EM/M o Classe Bedovyj o Classe Kildin secondo la definizione NATO. Le ultime 4 unità del Progetto 56 vennero completate come Kildin e di queste unità, 3 furono modernizzate secondo le specifiche del Progetto 56U ultimissima e definitiva evoluzione del Progetto 56.
| Voenno-Morskoj flot SSSR Progetto 56EM/M/U | Voenno-Morskoj flot SSSR Progetto 56EM/M/U | Voenno-Morskoj flot SSSR Progetto 56EM/M/U | Voenno-Morskoj flot SSSR Progetto 56EM/M/U | Voenno-Morskoj flot SSSR Progetto 56EM/M/U | Voenno-Morskoj flot SSSR Progetto 56EM/M/U |
| Nave                                       | Cantiere                                   | Impostazione                               | Varo                                       | Entrata in servizio                        | Radiazione                                 |
| ------------------------------------------ | ------------------------------------------ | ------------------------------------------ | ------------------------------------------ | ------------------------------------------ | ------------------------------------------ |
| Biedovyj (Бедовый)                         | Ždanov - Leningrado                        | 1º dicembre 1953                           | 31 luglio 1955                             | 30 luglio 1958                             | 25 aprile 1989                             |
| Prozorlivyj (Прозорливый)                  | Nikolayev                                  | 1º settembre 1956                          | 30 luglio 1957                             | 30 dicembre 1958                           | 24 giugno 1991                             |
| Neulovimyj (Неуловимый)                    | Ždanov - Leningrado                        | 23 febbraio 1957                           | 27 febbraio 1958                           | 30 dicembre 1958                           | 19 aprile 1990                             |
| Neuderżimyj (Неудержимый)                  | Komsomol'sk-na-Amure                       | 23 febbraio 1957                           | 24 maggio 1958                             | 30 dicembre 1958                           | 24 giugno 1991                             |

- Biedovyj - Prototipo Classe Kotlin Progetto 56EM e successivamente aggiornato al Progetto 56U
- Prozorlivyj - Aggiornato al Progetto 56M durante la fase di costruzione e successivamente aggiornato al Progetto 56U
- Neulovimyj - Aggiornato al Progetto 56M durante la fase di costruzione e successivamente aggiornato al Progetto 56U
- Neuderżimyj - Aggiornato al Progetto 56M durante la fase di costruzione e unico a non essere stato aggiornato al Progetto 56U